# Andrichsfurt
Andrichsfurt – gmina w Austrii, w kraju związkowym Górna Austria, w powiecie Ried im Innkreis. Liczy 744 mieszkańców (1 stycznia 2015).